# 鐵孟秋
铁孟秋（1933年6月28日—），原名铁梦秋，祖籍北平市（今北京市）。他上小學的時候，因為不喜歡「夢」這個字，就自己把名字改成了铁孟秋。台湾资深演员、配音员，在演藝圈被称为「全才藝人」，导演、制片、编剧、剧务样样精通，配音员如广告、电视、电影之对白、領班工作。目前为台北市电影电视演艺业职业工会評議委員。

## 简介
铁孟秋活躍在1960年代，在广播电台任职播音员、节目主持及导播、广播剧小说与电视；自中视《晶晶》开始，《长白山上》、《笑傲江湖》参与演出数百集，电影如《温暖的秋天》、《谁是无业游民》等数十部。1970年代后期，铁孟秋将演藝重心開始轉往電視發展。直到現在，他仍偶有新作出現，始終未曾放棄今生最愛的演藝事業。演出經歷長達近六十年，從电台播音到電視、電影，宜古宜今的铁孟秋，演過市井小民、販夫走卒，也演過王公貴族，更見證了台灣電影的興衰，一生中的歲月全部交給了戲劇，無怨無悔。
1982年《谁是无业游民》获得第19屆金马奖最佳男配角奖提名、入围，导演中视兒童節目《童话世界》获行政院新闻局优良节目奖。2009年参与演出公視《公視人生劇展——三十秒過後》入围第44屆金鐘獎5個獎項；最终夏靖庭以該劇奪得迷你劇集男主角獎，該劇也獲選2009年《公视人生劇展》網路票選TOP10。

## 制片
- 1983年：《搭錯車》

## 导演

### 【中視儿童节目】
- 1987年 
  - 《童话世界》

## 电影(演员)
- 1969年
  - 《一剑穿心》
  - 《扬子江风云》
  - 《谢谢总经理》
- 1970年    
  - 《云翠仙》
  - 《吾爱吾妻》
- 1971年     
  - 《百丑大全》
  - 《金剑冤魂》
  - 《还君明珠双泪垂》
  - 《四海一家》
  - 《最短的婚礼》
- 1972年    
  - 《活着为了你》
  - 《洪门兄弟》
  - 《黑吃黑》
- 1973年    
  - 《串串风铃响》
  - 《一家人》
- 1974年    
  - 《刁蛮斗风骚》
  - 《云河》
  - 《鬼风吹》
  - 《中国怪谈》
- 1975年  
  - 《避孕大全》
  - 《地藏王》
  - 《云深不知处》
  - 《梅花》
  - 《猎人》
- 1976年    
  - 《七灵宝塔》
  - 《日落紫禁城》
  - 《台北６６》
  - 《温暖在秋天》
  - 《明天二十歲》
  - 《田园》
  - 《星语》
- 1977年    
  - 《细雨敲我当》
  - 《乡野奇谈》
- 1979年    
  - 《胡涂福星闯江湖》
  - 《一个女工的故事》
  - 《古宁头大战》
  - 《欢颜》
  - 《断指老么》
- 1980年    
  - 《乡野人》
  - 《小鱼吃大鱼》
  - 《爱的小草》
  - 《东追西赶跑跳碰》
- 1982年    
  - 《女子感化院》
  - 《谁是无业游民》
- 1986年    
  - 《爱是做鬼也爱》
  - 《母牛一條》
- 1990年    
  - 《火烧岛》
- 2011年    
  - 《燃燒吧！歐吉桑》原名《二二九光榮事變》

## 电视剧
- 1969年
  - 中视《晶晶》饰
- 1970年
  - 中视《秀姑》饰 老人
  - 中视《大江南北》饰 方小倩的父親
  - 中视《春雷》饰 副官
  - 中视《長白山上》 饰 佟永才
- 1972年
  - 中视《万古流芳》饰
- 1975年
  - 中视《一代紅顏》饰
  - 中视《香妃》饰
- 1978年
  - 中视《法律劇場》饰
- 1984年
  - 中视《挑夫》 饰 镇长
- 1985年
  - 中视《楚留香新传》之〈鹦鹉传奇〉 饰 楼兰王
  - 中视《一代女皇》飾 王仁祐
  - 中视《大城小調》 饰 古大風
- 1986年
  - 中视《大旗英雄传》 饰 司徒笑
  - 中视《扬子江风云》饰
  - 中视《紅男綠女》饰
- 1987年
  - 中视《珍珠传奇》 饰 裴力士
- 1988年
  - 中视《王昭君》 饰 毛延壽
  - 台视《中国民间故事》饰
- 1989年
  - 華視《六壮士》 饰 费无忌
  - 中视《胭脂扣》 饰 马怀卿（戏班班主）
- 1990年 
  - 台視 《錯體姻緣》 飾 許父
- 1991年
  - 台視《碧海情天》 饰 施永贵
  - 華視《红尘有爱》 饰 大井中佐
- 1992年
  - 華視《刘伯温传奇》 饰 范师爷
  - 中视《再世情缘》 饰 玉岚
  - 中視《媽媽帶我嫁》 饰 老官
  - 華視《内将、妈妈、我》 饰
- 1993年
  - 华视《孟麗君》饰
  - 华视《包青天》饰 徐公公
  - 华视《孝的故事》之〈哑子正光〉饰
- 1994年
  - 华视《国姓爷传奇》饰
- 年分未知
  - 台视《中国民间故事》 〈小釘子传奇〉 饰 不梁
  - 台视《中国民间故事》 〈少年諸葛亮〉 饰 司馬徽
- 1996年
  - TVB《聊齋》饰 老葫芦（衙差）
- 1997年
  - 民視《江湖奇侠传》之〈龙凤恩仇录〉 饰 隆科多
  - 中視《保镖》之〈翡翠娃娃〉 饰 商六爷
- 1998年
  - 《布衣钦差》（又名《浪子大钦差》） 饰 鱼化龙
  - 中視《保镖》之〈天之驕女〉 饰 商六爷
- 1999年
  - 中视《女人香》（台湾版） 饰 钟鼎
- 2000年
  - 中視《笑傲江湖》（任賢齊版） 饰 绿竹翁
- 2002年
  - 公视《孽子》 饰 赵无常
  - 台视金钟剧《镜子》饰
- 2003年
  - 公视《人生劇展——三尾活龙》 饰 李長壽
- 2005年
  - 华视《孤恋花》 饰 俞大傀
- 2009年
  - 公视《公視人生劇展——三十秒過後》  饰 老焦（老校工）
- 2010年
  - 公视《燃燒吧！歐吉桑》原名《二二九光榮事變》 饰 姜明

## 配音作品
- 1977年
  - 中视《科学小飞侠》：阿龍（中視首播版）
- 1983年
  - 《午夜兰花》：旁白

## 獎項

### 入圍及獲獎
- 1982年《谁是无业游民》获得第19届台湾电影金马奖最佳男配角提名

## 外部連結
- 香港影庫 鐵孟秋 （页面存档备份，存于）
- 《二二九光榮事變官網部落格》 （鐵孟秋工作照）
- 《二二九光榮事變官網部落格》 （鐵孟秋劇照）